# Critérium du Dauphiné 2010
La 62e édition du Critérium du Dauphiné a lieu du 6 au 13 juin 2010. Il s'agit de la 15e épreuve du Calendrier mondial UCI 2010.
La victoire au classement général revient au Slovène Janez Brajkovič (Team RadioShack). Il devance l'Espagnol Alberto Contador (Astana), qui remporte également le classement par points, et Tejay van Garderen (Team HTC-Columbia), qui termine troisième de l'épreuve à seulement 21 ans. L'équipe Euskaltel-Euskadi s'adjuge 2 classements annexes, le classement de la montagne, par l'intermédiaire d'Egoi Martínez, et le classement par équipes.

## Présentation

### Participants
Liste de départ

#### Équipes
Le Critérium du Dauphiné étant une épreuve ProTour, les 18 équipes ProTour participent à l'épreuve.

ASO a également invité 4 équipes Continentale Pro : BBox Bouygues Telecom, Cofidis, Saur-Sojasun et Cervélo TestTeam.
| ProTeams (18)- AG2R La Mondiale - Astana - Caisse d'Épargne - Euskaltel-Euskadi - La Française des jeux - Footon-Servetto - HTC-Columbia - Katusha - Lampre-Farnese Vini - Liquigas-Doimo - Team Milram - Omega Pharma-Lotto - Quick Step - Rabobank - Saxo Bank - Sky - Garmin-Transitions - Team RadioShack Équipes continentales professionnelles (4)- Bbox Bouygues Télécom - Cervélo TestTeam - Cofidis, le Crédit en Ligne - Saur-Sojasun |
| |

#### Favoris
En l'absence du tenant du titre, Alejandro Valverde, suspendu pour dopage, et de Cadel Evans (BMC Racing), deuxième en 2009, Alberto Contador (Astana) est le grand favori de l'épreuve. Mais, l'espagnol devra avant de s'imposer battre notamment Denis Menchov (Rabobank) et Samuel Sánchez (Euskaltel-Euskadi). D'autres grimpeurs feront le déplacement. On retrouvera en effet Jurgen Van den Broeck (Omega Pharma-Lotto), Xavier Tondo (Cervélo TestTeam), Christophe Le Mével (La Française des jeux), Janez Brajkovič (Team RadioShack), Kevin Seeldraeyers (Quick Step), Egoi Martínez (Euskaltel-Euskadi) et Pierrick Fédrigo (BBox Bouygues Telecom).
Plusieurs spécialistes du contre-la-montre, tels que Stef Clement (Rabobank), Bert Grabsch (Team HTC-Columbia), David Millar (Garmin-Transitions) et Edvald Boasson Hagen (Team Sky), seront présent.
En revanche, peu de sprinteurs feront le voyage. On retrouvera néanmoins Juan José Haedo (Team Saxo Bank), Daniele Bennati (Liquigas-Doimo), Sébastien Chavanel (La Française des jeux), Gert Steegmans et Tomas Vaitkus (Team RadioShack).
Les autres "grans noms" de ce Critérium du Dauphiné sont Mauricio Soler (Caisse d'Épargne), Philip Deignan (Cervélo TestTeam), Cyril Dessel (AG2R La Mondiale), Fabian Wegmann (Team Milram), Romain Sicard (Euskaltel-Euskadi) et Pierre Rolland (BBox Bouygues Telecom).

### Parcours
Après le prologue et deux étapes qui devraient être réservées aux sprinters, les choses sérieuses vont commencer lors du contre-la-montre de 49 km entre Monteux et Sorgues où des écarts pourraient se former avec les meilleurs. Puis, c'est une succession d'étapes alpestres jusqu'à l'arrivée à Sallanches avec une arrivée au sommet à Risoul (étape 4), le col du Lautaret et la montée de Chamrousse (étape 5), la mythique ascension de l'Alpe-d'Huez précédée des cols du Grand Cucheron et du Glandon (étape 6) et, enfin, un final sur le circuit de Sallanches avec la côte de Domancy à effectuer cinq fois (étape 7).

## Récit de la course
Alberto Contador (Astana) remporte le prologue et s'empare de la tunique de leader. Une tunique qu'il conserve à l'issue des 2 premières étapes, remportées respectivement par Grega Bole (Lampre-Farnese Vini) et Juan José Haedo (Team Saxo Bank). Janez Brajkovič (Team RadioShack) fait coup double lors du contre-la-montre de la 3e étape, qu'il remporte, puisqu'il prend également la tête du classement général. Les 2 étapes de haute montagne, remportées par Nicolas Vogondy (BBox Bouygues Telecom) et Daniel Navarro (Astana), n'occasionnent pas de gros changements au général.

## Étapes
| Étape     | Date    | Villes étapes                           | type                        | Distance (km) | Vainqueur d'étape    | Leader du classement général |
| --------- | ------- | --------------------------------------- | --------------------------- | ------------- | -------------------- | ---------------------------- |
| Prologue  | 6 juin  | Évian-les-Bains – Évian-les-Bains       | prologue                    | 6,8           | Alberto Contador     | Alberto Contador             |
| 1re étape | 7 juin  | Évian-les-Bains – Saint-Laurent-du-Pont |                             | 191           | Grega Bole           | Alberto Contador             |
| 2e étape  | 8 juin  | Annonay – Bourg-Saint-Andéol            |                             | 177           | Juan José Haedo      | Alberto Contador             |
| 3e étape  | 9 juin  | Monteux – Sorgues                       | contre-la-montre individuel | 49            | Janez Brajkovič      | Janez Brajkovič              |
| 4e étape  | 10 juin | Saint-Paul-Trois-Châteaux – Risoul      |                             | 210           | Nicolas Vogondy      | Janez Brajkovič              |
| 5e étape  | 11 juin | Serre Chevalier – Grenoble              |                             | 143,5         | Daniel Navarro       | Janez Brajkovič              |
| 6e étape  | 12 juin | Crolles – Alpe d'Huez                   |                             | 151,5         | Alberto Contador     | Janez Brajkovič              |
| 7e étape  | 13 juin | Allevard – Sallanches                   |                             | 148           | Edvald Boasson Hagen | Janez Brajkovič              |

## Résultats des étapes

### Prologue

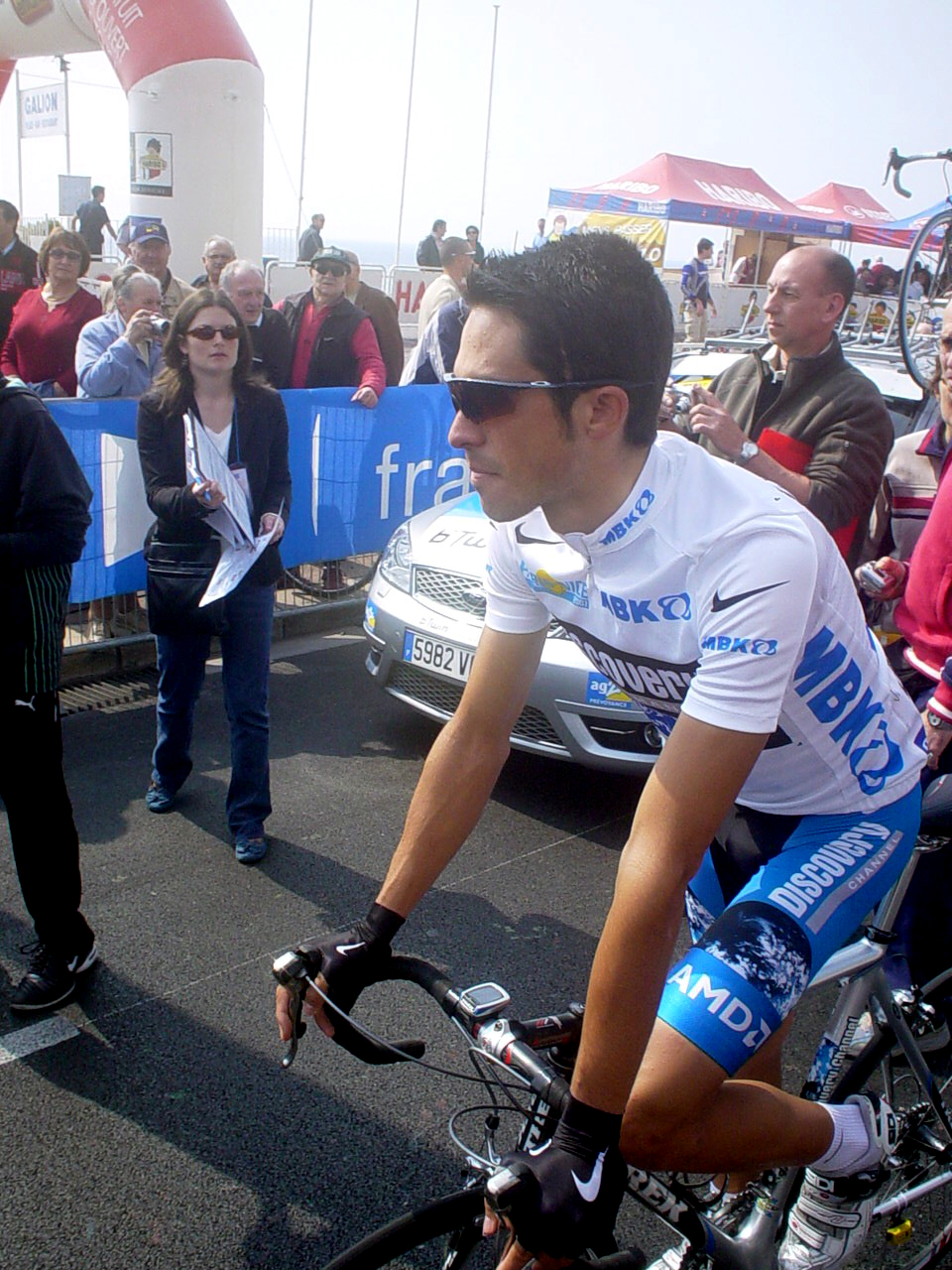
Alberto Contador (Astana) s'adjuge le prologue.

Les coureurs débutent ce prologue par le Chemin de Chez Constantin (2,4 km à 4,3 %), classé en 4e catégorie, dont le sommet est au km 2.8, avant d'attaquer les 4 derniers km, en légère descente.
La victoire revient au favori, l'Espagnol Alberto Contador (Astana).
| \| Classement de l'étape \| Classement de l'étape \| Classement de l'étape \| Classement de l'étape \| Classement de l'étape \| \| Coureur \| Coureur \| Pays \| Équipe \| Temps \| \| --------------------- \| --------------------- \| --------------------- \| --------------------------- \| --------------------- \| \| 1er \| Alberto Contador \| Espagne \| Astana \| 8 min 34 s \| \| 2e \| Tejay van Garderen \| États-Unis \| HTC-Columbia \| + 2 s \| \| 3e \| Janez Brajkovič \| Slovénie \| Team RadioShack \| + 5 s \| \| 4e \| Geraint Thomas \| Royaume-Uni \| Team Sky \| + 10 s \| \| 5e \| Dario Cataldo \| Italie \| Quick Step \| + 12 s \| \| 6e \| Rémi Pauriol \| France \| Cofidis, le Crédit en Ligne \| + 12 s \| \| 7e \| Adriano Malori \| Italie \| Lampre-Farnese Vini \| + 12 s \| \| 8e \| Patrick Gretsch \| Allemagne \| HTC-Columbia \| + 13 s \| \| 9e \| Paul Martens \| Allemagne \| Rabobank \| + 13 s \| \| 10e \| Jérôme Coppel \| France \| Saur-Sojasun \| + 14 s \| |                    |             |                             |            |
| |                    |             |                             |            |
| |                    |             |                             |            |
| Classement de l'étape |                    |             |                             |            |
| Coureur | Coureur            | Pays        | Équipe                      | Temps      |
| 1er | Alberto Contador   | Espagne     | Astana                      | 8 min 34 s |
| 2e | Tejay van Garderen | États-Unis  | HTC-Columbia                | + 2 s      |
| 3e | Janez Brajkovič    | Slovénie    | Team RadioShack             | + 5 s      |
| 4e | Geraint Thomas     | Royaume-Uni | Team Sky                    | + 10 s     |
| 5e | Dario Cataldo      | Italie      | Quick Step                  | + 12 s     |
| 6e | Rémi Pauriol       | France      | Cofidis, le Crédit en Ligne | + 12 s     |
| 7e | Adriano Malori     | Italie      | Lampre-Farnese Vini         | + 12 s     |
| 8e | Patrick Gretsch    | Allemagne   | HTC-Columbia                | + 13 s     |
| 9e | Paul Martens       | Allemagne   | Rabobank                    | + 13 s     |
| 10e | Jérôme Coppel      | France      | Saur-Sojasun                | + 14 s     |

| \| Classement général \| Classement général \| Classement général \| Classement général \| Classement général \| \| Coureur \| Coureur \| Pays \| Équipe \| Temps \| \| ------------------ \| ------------------ \| ------------------ \| --------------------------- \| ------------------ \| \| 1er \| Alberto Contador \| Espagne \| Astana \| 8 min 34 s \| \| 2e \| Tejay van Garderen \| États-Unis \| HTC-Columbia \| + 2 s \| \| 3e \| Janez Brajkovič \| Slovénie \| Team RadioShack \| + 5 s \| \| 4e \| Geraint Thomas \| Royaume-Uni \| Team Sky \| + 10 s \| \| 5e \| Dario Cataldo \| Italie \| Quick Step \| + 12 s \| \| 6e \| Rémi Pauriol \| France \| Cofidis, le Crédit en Ligne \| + 12 s \| \| 7e \| Adriano Malori \| Italie \| Lampre-Farnese Vini \| + 12 s \| \| 8e \| Patrick Gretsch \| Allemagne \| HTC-Columbia \| + 13 s \| \| 9e \| Paul Martens \| Allemagne \| Rabobank \| + 13 s \| \| 10e \| Jérôme Coppel \| France \| Saur-Sojasun \| + 14 s \| |                    |             |                             |            |
| |                    |             |                             |            |
| |                    |             |                             |            |
| Classement général |                    |             |                             |            |
| Coureur | Coureur            | Pays        | Équipe                      | Temps      |
| 1er | Alberto Contador   | Espagne     | Astana                      | 8 min 34 s |
| 2e | Tejay van Garderen | États-Unis  | HTC-Columbia                | + 2 s      |
| 3e | Janez Brajkovič    | Slovénie    | Team RadioShack             | + 5 s      |
| 4e | Geraint Thomas     | Royaume-Uni | Team Sky                    | + 10 s     |
| 5e | Dario Cataldo      | Italie      | Quick Step                  | + 12 s     |
| 6e | Rémi Pauriol       | France      | Cofidis, le Crédit en Ligne | + 12 s     |
| 7e | Adriano Malori     | Italie      | Lampre-Farnese Vini         | + 12 s     |
| 8e | Patrick Gretsch    | Allemagne   | HTC-Columbia                | + 13 s     |
| 9e | Paul Martens       | Allemagne   | Rabobank                    | + 13 s     |
| 10e | Jérôme Coppel      | France      | Saur-Sojasun                | + 14 s     |

### 1reétape
Le début d'étape est légèrement vallonné, avec 3 ascensions dans la première moitié de la course : 2 côtes de 4e catégorie, la Côte de Mornex (2,3 km à 5,3 %) et la Côte de Sallenôves (1,4 km à 5,3 %), dont les sommets sont placés aux kilomètres 45.5 et 83, et une côte de 3e catégorie, Côte de Chilly (1,7 km à 7,7 %), dont le sommet est au kilomètre 89,5. Les organisateurs ont également placé un sprint intermédiaire (km 64.5). Le final peut profiter à un puncheur, puisque les coureurs devront enchainer un sprint intermédiaire (km 179.5) et, surtout, la Côte de Miribel-les-Echelles (3,0 km à 6,6 %), une ascension de 3e catégorie dont le sommet est situé au km 185. L'arrivée est jugée à Saint-Laurent-du-Pont, après 191,5 km de course depuis Évian-les-Bains, à travers la Haute-Savoie, l'Ain, la Savoie et l'Isère.
Guillaume Bonnafond (AG2R La Mondiale) et Nicolas Vogondy (BBox Bouygues Telecom) sont les premiers à tenter de s'échapper, en vain. L'initiative de 8 coureurs, dont Danny Pate (Garmin-Transitions), n'est pas beaucoup plus fructueuse, puisqu'ils sont repris au km 13. Blel Kadri (AG2R La Mondiale) attaque alors, suivi par Cyril Gautier (BBox Bouygues Telecom). Dominique Rollin (Cervélo TestTeam), Matthieu Ladagnous (La Française des jeux) et Sébastien Minard (Cofidis) rejoignent le duo au km 16. Les 5 hommes s'entendent bien et parviennent à obtenir un avantage maximal de 9 min 50 s , atteint au km 56.
Conformément à ce qu'ils avaient annoncé, les Astana n'entament que très mollement la poursuite. Mais, malheureusement pour les échappés, les coureurs du Team Saxo Bank, aidés par les Liquigas-Doimo et les Team Sky, sont visiblement intéressés par la victoire d'étape et décident d'enclencher la poursuite. Leurs efforts vont rapidement l'effet escompté. En effet, tandis que Jean-Christophe Péraud (Omega Pharma-Lotto) chute au km 85, l'écart n'est plus que de 6 min 40 s au sommet de la côte de Chilly. L'avance des hommes de tête va alors augmenter de nouveau, atteignant 9 min 20 s au km 111, avant que les Garmin-Transitions ne prennent les commandes du peloton. Le groupe de tête voit alors son avance, qui n'est plus que de 2 min 35 s à 25 km de l'arrivée, fondre. Cependant, tout n'est pas fini pour les fuyards, car une chute à 13 km de la ligne provoque des cassures au sein du peloton. Cyril Gautier accélère dans la Côte de Miribel-les-Echelles, mais il est repris juste avant le sommet par un groupe de contre.
Dans la descente, Janez Brajkovič (Team RadioShack), 3e du général, prend ses distances. Eros Capecchi (Footon-Servetto) le rejoint à moins de 2 kilomètres de la ligne, mais les quelques hésitations vont être fatales au duo. C'est donc lors d'un sprint massif que se jouera la victoire d'étape. Grega Bole (Lampre-Farnese Vini) se montre le plus fort, devançant Peter Velits (Team HTC-Columbia) et Geraint Thomas (Team Sky), qui a lancé le sprint un peu trop tôt.
| \| Classement de l'étape \| Classement de l'étape \| Classement de l'étape \| Classement de l'étape \| Classement de l'étape \| \| Coureur \| Coureur \| Pays \| Équipe \| Temps \| \| --------------------- \| --------------------- \| --------------------- \| --------------------------- \| --------------------- \| \| 1er \| Grega Bole \| Slovénie \| Lampre-Farnese Vini \| 4 h 47 min 24 s \| \| 2e \| Peter Velits \| Slovaquie \| HTC-Columbia \| + 0 s \| \| 3e \| Geraint Thomas \| Royaume-Uni \| Team Sky \| + 0 s \| \| 4e \| Steve Chainel \| France \| BBox Bouygues Telecom \| + 0 s \| \| 5e \| Christophe Riblon \| France \| AG2R La Mondiale \| + 0 s \| \| 6e \| Christian Knees \| Allemagne \| Team Milram \| + 0 s \| \| 7e \| Stefan Denifl \| Autriche \| Cervélo TestTeam \| + 0 s \| \| 8e \| Maxime Bouet \| France \| AG2R La Mondiale \| + 0 s \| \| 9e \| Arkaitz Durán \| Espagne \| Footon-Servetto \| + 0 s \| \| 10e \| Julien El Fares \| France \| Cofidis, le Crédit en Ligne \| + 0 s \| |                   |             |                             |                 |
| |                   |             |                             |                 |
| |                   |             |                             |                 |
| Classement de l'étape |                   |             |                             |                 |
| Coureur | Coureur           | Pays        | Équipe                      | Temps           |
| 1er | Grega Bole        | Slovénie    | Lampre-Farnese Vini         | 4 h 47 min 24 s |
| 2e | Peter Velits      | Slovaquie   | HTC-Columbia                | + 0 s           |
| 3e | Geraint Thomas    | Royaume-Uni | Team Sky                    | + 0 s           |
| 4e | Steve Chainel     | France      | BBox Bouygues Telecom       | + 0 s           |
| 5e | Christophe Riblon | France      | AG2R La Mondiale            | + 0 s           |
| 6e | Christian Knees   | Allemagne   | Team Milram                 | + 0 s           |
| 7e | Stefan Denifl     | Autriche    | Cervélo TestTeam            | + 0 s           |
| 8e | Maxime Bouet      | France      | AG2R La Mondiale            | + 0 s           |
| 9e | Arkaitz Durán     | Espagne     | Footon-Servetto             | + 0 s           |
| 10e | Julien El Fares   | France      | Cofidis, le Crédit en Ligne | + 0 s           |

| \| Classement général \| Classement général \| Classement général \| Classement général \| Classement général \| \| Coureur \| Coureur \| Pays \| Équipe \| Temps \| \| ------------------ \| ------------------ \| ------------------ \| --------------------------- \| ------------------ \| \| 1er \| Alberto Contador \| Espagne \| Astana \| 4 h 55 min 58 s \| \| 2e \| Tejay van Garderen \| États-Unis \| HTC-Columbia \| + 2 s \| \| 3e \| Janez Brajkovič \| Slovénie \| Team RadioShack \| + 5 s \| \| 4e \| Geraint Thomas \| Royaume-Uni \| Team Sky \| + 10 s \| \| 5e \| Dario Cataldo \| Italie \| Quick Step \| + 12 s \| \| 6e \| Rémi Pauriol \| France \| Cofidis, le Crédit en Ligne \| + 12 s \| \| 7e \| Paul Martens \| Allemagne \| Rabobank \| + 13 s \| \| 8e \| Jérôme Coppel \| France \| Saur-Sojasun \| + 14 s \| \| 9e \| Christophe Riblon \| France \| AG2R La Mondiale \| + 14 s \| \| 10e \| Gorka Verdugo \| Espagne \| Euskaltel-Euskadi \| + 15 s \| |                    |             |                             |                 |
| |                    |             |                             |                 |
| |                    |             |                             |                 |
| Classement général |                    |             |                             |                 |
| Coureur | Coureur            | Pays        | Équipe                      | Temps           |
| 1er | Alberto Contador   | Espagne     | Astana                      | 4 h 55 min 58 s |
| 2e | Tejay van Garderen | États-Unis  | HTC-Columbia                | + 2 s           |
| 3e | Janez Brajkovič    | Slovénie    | Team RadioShack             | + 5 s           |
| 4e | Geraint Thomas     | Royaume-Uni | Team Sky                    | + 10 s          |
| 5e | Dario Cataldo      | Italie      | Quick Step                  | + 12 s          |
| 6e | Rémi Pauriol       | France      | Cofidis, le Crédit en Ligne | + 12 s          |
| 7e | Paul Martens       | Allemagne   | Rabobank                    | + 13 s          |
| 8e | Jérôme Coppel      | France      | Saur-Sojasun                | + 14 s          |
| 9e | Christophe Riblon  | France      | AG2R La Mondiale            | + 14 s          |
| 10e | Gorka Verdugo      | Espagne     | Euskaltel-Euskadi           | + 15 s          |

### 2eétape

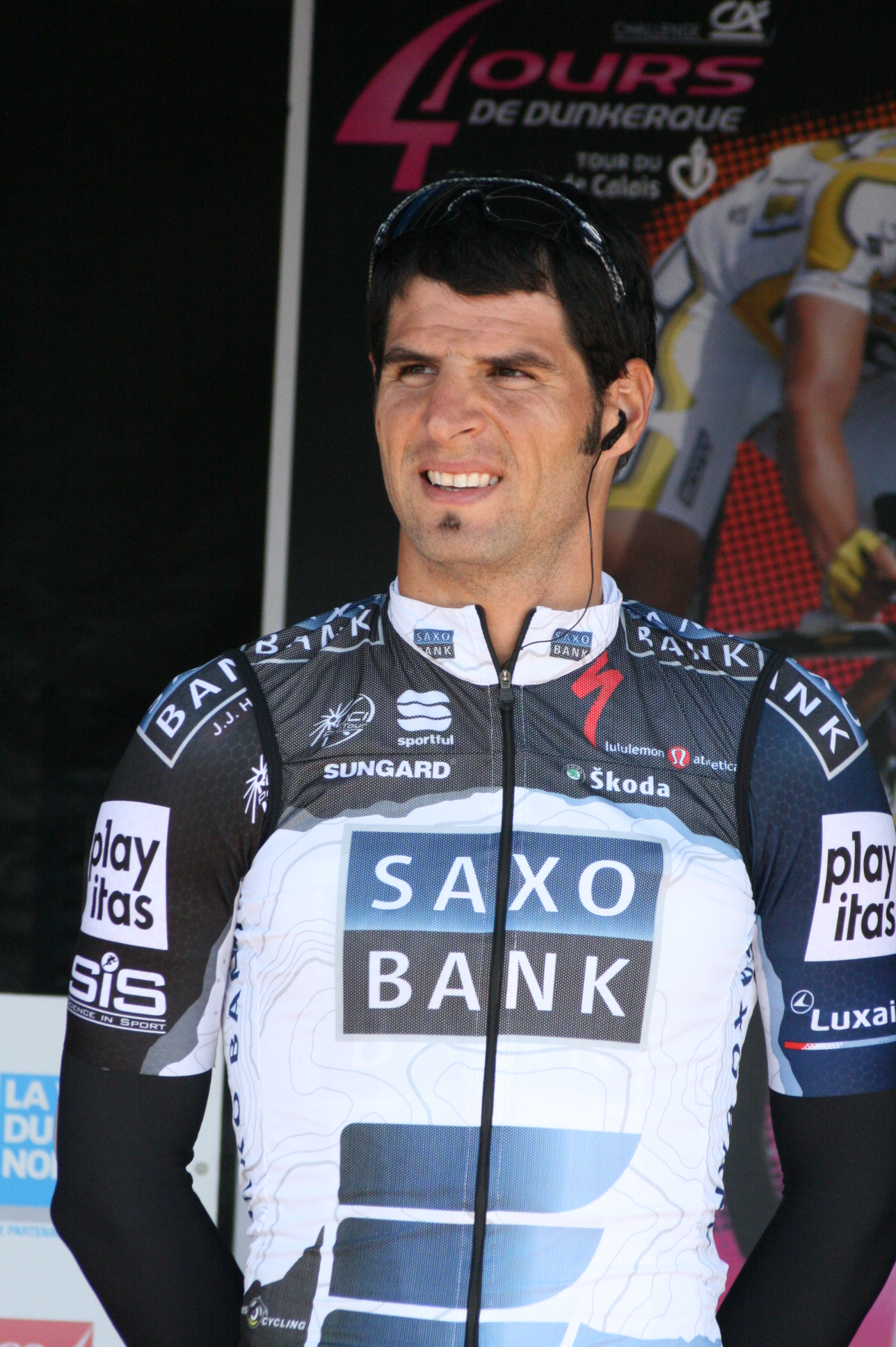
Juan José Haedo remporte la deuxième étape au sprint

Le début d'étape est plat, avec toutefois la Côte de Saint-Jeure-d'Ay (2,1 km à 5,8 %), une ascension de 4e catégorie dont le sommet est situé au kilomètre 11. Après une côte de 3e catégorie, le col des Nonières (4,7 km à 4 %), dont le sommet est au km 54, la route va descendre jusqu'à la zone de ravitaillement (km 88.5), en passant par un premier sprint intermédiaire (km 63.5). Les coureurs doivent alors enchainer 2 ascensions de 2e catégorie dont les sommets sont placés au km 102 et 124.5, le Col du Moulin-à-vent (10,5 km à 4 %) et le Col du Benas (10,6 km de montée à 4,8 %), ainsi qu'un 2e sprint intermédiaire (km 109.5). En revanche, les derniers kilomètres sont plats. L'arrivée est jugée à Bourg-Saint-Andéol, après 177 km de course depuis Annonay, à travers l'Ardèche, l'Ain et la Savoie.
Stéphane Augé (Cofidis) attaque dès le 1er km, mais ne parvient pas à prendre le large. Dans la côte de Sainte-Jeure-d’Ay, les attaques sont légion, mais c'est Cyril Gautier (BBox Bouygues Telecom) qui réalise une bonne opération, prenant provisoirement la tête du classement de la montagne. La 2e tentative de Stéfane Augé, au km 16, est la bonne. Le français est suivi par Bram Tankink (Rabobank), Guillaume Bonnafond (AG2R La Mondiale), Iñaki Isasi (Euskaltel-Euskadi) et Anthony Delaplace (Saur-Sojasun).
Les Astana vont laisser les hommes de tête prendre jusqu'à 8 min 10 s d'avance au km 35.5, avant de stabiliser l'écart autour de 6 min. La poursuite va alors s'effectuer en 2 temps. D'abord, avec la collaboration du Team Milram, des BBox Bouygues Telecom et du Team Saxo Bank, qui réduit l'écart à 4 min 30 s au col du Benas, puis à 2 min 55 s à 20 km de l'arrivée. Ensuite, les équipes Liquigas-Doimo, Team Sky, La Française des jeux et Quick Step vont se charger de faire la jonction, qui a lieu à 2 km de la ligne.
C'est donc à un sprint massif qu'ont assisté les spectateurs présent à Bourg-Saint-Andéol. Et, à ce petit jeu, c'est Juan José Haedo (Team Saxo Bank) qui s'impose, malgré le travail du Team Sky, devant Martin Reimer (Cervélo TestTeam) et Grega Bole (Lampre-Farnese Vini).
| \| Classement de l'étape \| Classement de l'étape \| Classement de l'étape \| Classement de l'étape \| Classement de l'étape \| \| Coureur \| Coureur \| Pays \| Équipe \| Temps \| \| --------------------- \| --------------------- \| --------------------- \| --------------------------- \| --------------------- \| \| 1er \| Juan José Haedo \| Argentine \| Saxo Bank \| 4 h 24 min 10 s \| \| 2e \| Martin Reimer \| Allemagne \| Cervélo TestTeam \| + 0 s \| \| 3e \| Grega Bole \| Slovénie \| Lampre-Farnese Vini \| + 0 s \| \| 4e \| Sébastien Chavanel \| France \| La Française des jeux \| + 0 s \| \| 5e \| Roger Kluge \| Allemagne \| Team Milram \| + 0 s \| \| 6e \| Andreas Stauff \| Allemagne \| Quick Step \| + 0 s \| \| 7e \| Jérémie Galland \| France \| Saur-Sojasun \| + 0 s \| \| 8e \| Samuel Dumoulin \| France \| Cofidis, le Crédit en Ligne \| + 0 s \| \| 9e \| Geraint Thomas \| Royaume-Uni \| Team Sky \| + 0 s \| \| 10e \| Michel Kreder \| Pays-Bas \| Garmin-Transitions \| + 0 s \| |                    |             |                             |                 |
| |                    |             |                             |                 |
| |                    |             |                             |                 |
| Classement de l'étape |                    |             |                             |                 |
| Coureur | Coureur            | Pays        | Équipe                      | Temps           |
| 1er | Juan José Haedo    | Argentine   | Saxo Bank                   | 4 h 24 min 10 s |
| 2e | Martin Reimer      | Allemagne   | Cervélo TestTeam            | + 0 s           |
| 3e | Grega Bole         | Slovénie    | Lampre-Farnese Vini         | + 0 s           |
| 4e | Sébastien Chavanel | France      | La Française des jeux       | + 0 s           |
| 5e | Roger Kluge        | Allemagne   | Team Milram                 | + 0 s           |
| 6e | Andreas Stauff     | Allemagne   | Quick Step                  | + 0 s           |
| 7e | Jérémie Galland    | France      | Saur-Sojasun                | + 0 s           |
| 8e | Samuel Dumoulin    | France      | Cofidis, le Crédit en Ligne | + 0 s           |
| 9e | Geraint Thomas     | Royaume-Uni | Team Sky                    | + 0 s           |
| 10e | Michel Kreder      | Pays-Bas    | Garmin-Transitions          | + 0 s           |

| \| Classement général \| Classement général \| Classement général \| Classement général \| Classement général \| \| Coureur \| Coureur \| Pays \| Équipe \| Temps \| \| ------------------ \| ------------------ \| ------------------ \| --------------------------- \| ------------------ \| \| 1er \| Alberto Contador \| Espagne \| Astana \| 9 h 20 min 08 s \| \| 2e \| Tejay van Garderen \| États-Unis \| HTC-Columbia \| + 2 s \| \| 3e \| Janez Brajkovič \| Slovénie \| Team RadioShack \| + 5 s \| \| 4e \| Geraint Thomas \| Royaume-Uni \| Team Sky \| + 10 s \| \| 5e \| Dario Cataldo \| Italie \| Quick Step \| + 12 s \| \| 6e \| Rémi Pauriol \| France \| Cofidis, le Crédit en Ligne \| + 12 s \| \| 7e \| Jérôme Coppel \| France \| Saur-Sojasun \| + 14 s \| \| 8e \| Christophe Riblon \| France \| AG2R La Mondiale \| + 14 s \| \| 9e \| Gorka Verdugo \| Espagne \| Euskaltel-Euskadi \| + 15 s \| \| 10e \| David Millar \| Royaume-Uni \| Garmin-Transitions \| + 15 s \| |                    |             |                             |                 |
| |                    |             |                             |                 |
| |                    |             |                             |                 |
| Classement général |                    |             |                             |                 |
| Coureur | Coureur            | Pays        | Équipe                      | Temps           |
| 1er | Alberto Contador   | Espagne     | Astana                      | 9 h 20 min 08 s |
| 2e | Tejay van Garderen | États-Unis  | HTC-Columbia                | + 2 s           |
| 3e | Janez Brajkovič    | Slovénie    | Team RadioShack             | + 5 s           |
| 4e | Geraint Thomas     | Royaume-Uni | Team Sky                    | + 10 s          |
| 5e | Dario Cataldo      | Italie      | Quick Step                  | + 12 s          |
| 6e | Rémi Pauriol       | France      | Cofidis, le Crédit en Ligne | + 12 s          |
| 7e | Jérôme Coppel      | France      | Saur-Sojasun                | + 14 s          |
| 8e | Christophe Riblon  | France      | AG2R La Mondiale            | + 14 s          |
| 9e | Gorka Verdugo      | Espagne     | Euskaltel-Euskadi           | + 15 s          |
| 10e | David Millar       | Royaume-Uni | Garmin-Transitions          | + 15 s          |

### 3eétape

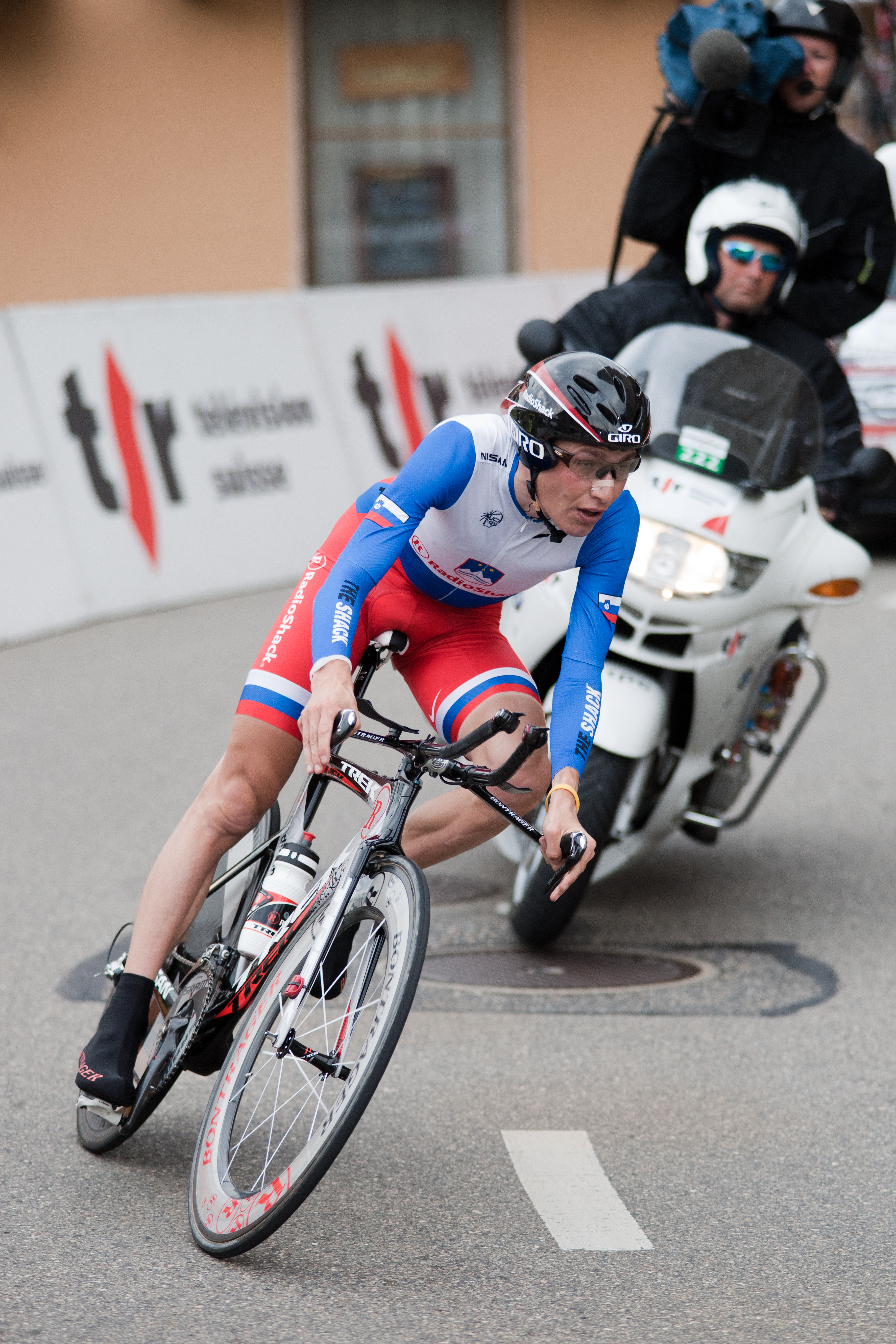
Janez Brajkovič remporte le contre-la-montre

Les choses sérieuses de ce Critérium du Dauphiné 2010 commencent avec ce contre-la-montre de 49 kilomètres entre Monteux et Sorgues. Deux chronos intermédiaires sont placés sur le parcours, au km 15.5 et 32. Le 1er est au sommet d'une côte de 3e catégorie, la Côte de La Roque-sur-Pernes (1,9 km à 6,8 %).
Janez Brajkovič (Team RadioShack) remporte cette étape et s'empare du maillot jaune. Peter Velits ne prend pas le départ. Mauricio Soler pourtant cité parmi les favoris mais tombé et malade termine hors délais à 24 minutes de Brajkovič. Michel Kreder abandonne également.
| \| Classement de l'étape \| Classement de l'étape \| Classement de l'étape \| Classement de l'étape \| Classement de l'étape \| \| Coureur \| Coureur \| Pays \| Équipe \| Temps \| \| --------------------- \| --------------------- \| --------------------- \| --------------------- \| --------------------- \| \| 1er \| Janez Brajkovič \| Slovénie \| Team RadioShack \| 1 h 01 min 51 s \| \| 2e \| David Millar \| Royaume-Uni \| Garmin-Transitions \| + 27 s \| \| 3e \| Edvald Boasson Hagen \| Norvège \| Team Sky \| + 44 s \| \| 4e \| Tejay van Garderen \| États-Unis \| HTC-Columbia \| + 54 s \| \| 5e \| Denis Menchov \| Russie \| Rabobank \| + 55 s \| \| 6e \| Alberto Contador \| Espagne \| Astana \| + 1 min 46 s \| \| 7e \| Geraint Thomas \| Royaume-Uni \| Team Sky \| + 1 min 56 s \| \| 8e \| Christian Knees \| Allemagne \| Team Milram \| + 2 min 09 s \| \| 9e \| László Bodrogi \| Hongrie \| Katusha \| + 2 min 14 s \| \| 10e \| Patrick Gretsch \| Allemagne \| HTC-Columbia \| + 2 min 15 s \| |                      |             |                    |                 |
| |                      |             |                    |                 |
| |                      |             |                    |                 |
| Classement de l'étape |                      |             |                    |                 |
| Coureur | Coureur              | Pays        | Équipe             | Temps           |
| 1er | Janez Brajkovič      | Slovénie    | Team RadioShack    | 1 h 01 min 51 s |
| 2e | David Millar         | Royaume-Uni | Garmin-Transitions | + 27 s          |
| 3e | Edvald Boasson Hagen | Norvège     | Team Sky           | + 44 s          |
| 4e | Tejay van Garderen   | États-Unis  | HTC-Columbia       | + 54 s          |
| 5e | Denis Menchov        | Russie      | Rabobank           | + 55 s          |
| 6e | Alberto Contador     | Espagne     | Astana             | + 1 min 46 s    |
| 7e | Geraint Thomas       | Royaume-Uni | Team Sky           | + 1 min 56 s    |
| 8e | Christian Knees      | Allemagne   | Team Milram        | + 2 min 09 s    |
| 9e | László Bodrogi       | Hongrie     | Katusha            | + 2 min 14 s    |
| 10e | Patrick Gretsch      | Allemagne   | HTC-Columbia       | + 2 min 15 s    |

| \| Classement général \| Classement général \| Classement général \| Classement général \| Classement général \| \| Coureur \| Coureur \| Pays \| Équipe \| Temps \| \| ------------------ \| ------------------ \| ------------------ \| ------------------ \| ------------------ \| \| 1er \| Janez Brajkovič \| Slovénie \| Team RadioShack \| 10 h 22 min 04 s \| \| 2e \| David Millar \| Royaume-Uni \| Garmin-Transitions \| + 36 s \| \| 3e \| Tejay van Garderen \| États-Unis \| HTC-Columbia \| + 50 s \| \| 4e \| Alberto Contador \| Espagne \| Astana \| + 1 min 41 s \| \| 5e \| Geraint Thomas \| Royaume-Uni \| Team Sky \| + 2 min 01 s \| \| 6e \| Christian Knees \| Allemagne \| Team Milram \| + 2 min 20 s \| \| 7e \| Vladimir Gusev \| Russie \| Katusha \| + 2 min 45 s \| \| 8e \| Denis Menchov \| Russie \| Rabobank \| + 2 min 47 s \| \| 9e \| Gorka Verdugo \| Espagne \| Euskaltel-Euskadi \| + 2 min 49 s \| \| 10e \| Christophe Riblon \| France \| AG2R La Mondiale \| + 2 min 53 s \| |                    |             |                    |                  |
| |                    |             |                    |                  |
| |                    |             |                    |                  |
| Classement général |                    |             |                    |                  |
| Coureur | Coureur            | Pays        | Équipe             | Temps            |
| 1er | Janez Brajkovič    | Slovénie    | Team RadioShack    | 10 h 22 min 04 s |
| 2e | David Millar       | Royaume-Uni | Garmin-Transitions | + 36 s           |
| 3e | Tejay van Garderen | États-Unis  | HTC-Columbia       | + 50 s           |
| 4e | Alberto Contador   | Espagne     | Astana             | + 1 min 41 s     |
| 5e | Geraint Thomas     | Royaume-Uni | Team Sky           | + 2 min 01 s     |
| 6e | Christian Knees    | Allemagne   | Team Milram        | + 2 min 20 s     |
| 7e | Vladimir Gusev     | Russie      | Katusha            | + 2 min 45 s     |
| 8e | Denis Menchov      | Russie      | Rabobank           | + 2 min 47 s     |
| 9e | Gorka Verdugo      | Espagne     | Euskaltel-Euskadi  | + 2 min 49 s     |
| 10e | Christophe Riblon  | France      | AG2R La Mondiale   | + 2 min 53 s     |

### 4eétape
La victoire d'étape devrait se jouer lors de la montée finale vers Risoul (12,8 km à 7 %), classée en 1re catégorie. En effet, aucune autre ascension n'est répertoriée. Deux sprints intermédiaires, au km 75,5 et 157,5, jallonent cette étape. L'arrivée est jugée à Risoul, après 210,5 km de course depuis Saint-Paul-Trois-Châteaux, à travers la Drôme, le Vaucluse et les Hautes-Alpes.
De nombreuses tentatives d'échappée ont lieu dans les premiers kilomètres, mais il faudra attendre le kilomètre 30 et une attaque de Danny Pate (Garmin-Transitions) pour voir la situation se décanter. L'Américain est suivi par Stefan Denifl (Cervélo TestTeam). Le Team RadioShack semble se satisfaire de la situation, puisque les hommes de tête ont déjà 4 min 50 s d'avance sur le peloton et parviennent à faire grimper l'écart jusqu'à 9 min 10 s, au passage à Gap, à 72 km de l'arrivée. Les Rabobank décident alors d'engager la poursuite. Leurs efforts vont rapidement avoir pour effet de réduire l'écart, qui n'est plus que de 5 min 30 s à 40 km de la ligne.
Le duo de tête aborde l'ascension finale avec moins de 3 minutes d'avance. Moins d'un kilomètre plus tard, Pate est lâché par Denifl. Dans le peloton, Laurent Lefèvre (BBox Bouygues Telecom) attaque. D'autres coureurs, comme Christophe Le Mével (La Française des jeux) et Egoi Martínez (Euskaltel-Euskadi), accélèrent également, mais avec nettement moins de réussite. À 5 km du but, Lefèvre n'a plus que 55 secondes de retard sur Denifl. Denis Menchov (Rabobank) décide alors de passer à l'offensive. Profitant du travail de ses équipiers, Alberto Contador (Astana) accélère à son tour, mais ne parvient pas à lâcher le maillot jaune et bleu Janez Brajkovič (Team RadioShack). À 2,5 km de l'arrivée, on observe un regroupement général. Le groupe de tête n'est alors plus composé que d'une douzaine de coureurs. David Millar (Garmin-Transitions), deuxième au départ de l'étape, n'en fait pas partie. 500 m plus loin, Nicolas Vogondy (BBox Bouygues Telecom) fausse compagnie au reste du groupe.
Le Français remporte cette étape, 12 secondes devant Romain Sicard (Euskaltel-Euskadi), qui a accéléré un peu avant la flamme rouge, et Janez Brajkovič, qui conforte sa première place au classement général et s'empare du maillot vert.
| \| Classement de l'étape \| Classement de l'étape \| Classement de l'étape \| Classement de l'étape \| Classement de l'étape \| \| Coureur \| Coureur \| Pays \| Équipe \| Temps \| \| --------------------- \| --------------------- \| --------------------- \| --------------------------- \| --------------------- \| \| 1er \| Nicolas Vogondy \| France \| BBox Bouygues Telecom \| 6 h 03 min 25 s \| \| 2e \| Romain Sicard \| France \| Euskaltel-Euskadi \| + 12 s \| \| 3e \| Janez Brajkovič \| Slovénie \| Team RadioShack \| + 15 s \| \| 4e \| Alberto Contador \| Espagne \| Astana \| + 15 s \| \| 5e \| Rein Taaramäe \| Estonie \| Cofidis, le Crédit en Ligne \| + 18 s \| \| 6e \| Pierre Rolland \| France \| BBox Bouygues Telecom \| + 18 s \| \| 7e \| Jurgen Van den Broeck \| Belgique \| Omega Pharma-Lotto \| + 18 s \| \| 8e \| Eros Capecchi \| Italie \| Footon-Servetto \| + 18 s \| \| 9e \| Rémi Pauriol \| France \| Cofidis, le Crédit en Ligne \| + 23 s \| \| 10e \| Denis Menchov \| Russie \| Rabobank \| + 23 s \| |                       |          |                             |                 |
| |                       |          |                             |                 |
| |                       |          |                             |                 |
| Classement de l'étape |                       |          |                             |                 |
| Coureur | Coureur               | Pays     | Équipe                      | Temps           |
| 1er | Nicolas Vogondy       | France   | BBox Bouygues Telecom       | 6 h 03 min 25 s |
| 2e | Romain Sicard         | France   | Euskaltel-Euskadi           | + 12 s          |
| 3e | Janez Brajkovič       | Slovénie | Team RadioShack             | + 15 s          |
| 4e | Alberto Contador      | Espagne  | Astana                      | + 15 s          |
| 5e | Rein Taaramäe         | Estonie  | Cofidis, le Crédit en Ligne | + 18 s          |
| 6e | Pierre Rolland        | France   | BBox Bouygues Telecom       | + 18 s          |
| 7e | Jurgen Van den Broeck | Belgique | Omega Pharma-Lotto          | + 18 s          |
| 8e | Eros Capecchi         | Italie   | Footon-Servetto             | + 18 s          |
| 9e | Rémi Pauriol          | France   | Cofidis, le Crédit en Ligne | + 23 s          |
| 10e | Denis Menchov         | Russie   | Rabobank                    | + 23 s          |

| \| Classement général \| Classement général \| Classement général \| Classement général \| Classement général \| \| Coureur \| Coureur \| Pays \| Équipe \| Temps \| \| ------------------ \| --------------------- \| ------------------ \| --------------------------- \| ------------------ \| \| 1er \| Janez Brajkovič \| Slovénie \| Team RadioShack \| 16 h 25 min 44 s \| \| 2e \| Tejay van Garderen \| États-Unis \| HTC-Columbia \| + 1 min 15 s \| \| 3e \| Alberto Contador \| Espagne \| Astana \| + 1 min 41 s \| \| 4e \| David Millar \| Royaume-Uni \| Garmin-Transitions \| + 1 min 56 s \| \| 5e \| Nicolas Vogondy \| France \| BBox Bouygues Telecom \| + 2 min 43 s \| \| 6e \| Denis Menchov \| Russie \| Rabobank \| + 2 min 55 s \| \| 7e \| Jurgen Van den Broeck \| Belgique \| Omega Pharma-Lotto \| + 3 min 06 s \| \| 8e \| Christian Knees \| Allemagne \| Team Milram \| + 3 min 10 s \| \| 9e \| Rein Taaramäe \| Estonie \| Cofidis, le Crédit en Ligne \| + 3 min 28 s \| \| 10e \| Gorka Verdugo \| Espagne \| Euskaltel-Euskadi \| + 3 min 29 s \| |                       |             |                             |                  |
| |                       |             |                             |                  |
| |                       |             |                             |                  |
| Classement général |                       |             |                             |                  |
| Coureur | Coureur               | Pays        | Équipe                      | Temps            |
| 1er | Janez Brajkovič       | Slovénie    | Team RadioShack             | 16 h 25 min 44 s |
| 2e | Tejay van Garderen    | États-Unis  | HTC-Columbia                | + 1 min 15 s     |
| 3e | Alberto Contador      | Espagne     | Astana                      | + 1 min 41 s     |
| 4e | David Millar          | Royaume-Uni | Garmin-Transitions          | + 1 min 56 s     |
| 5e | Nicolas Vogondy       | France      | BBox Bouygues Telecom       | + 2 min 43 s     |
| 6e | Denis Menchov         | Russie      | Rabobank                    | + 2 min 55 s     |
| 7e | Jurgen Van den Broeck | Belgique    | Omega Pharma-Lotto          | + 3 min 06 s     |
| 8e | Christian Knees       | Allemagne   | Team Milram                 | + 3 min 10 s     |
| 9e | Rein Taaramäe         | Estonie     | Cofidis, le Crédit en Ligne | + 3 min 28 s     |
| 10e | Gorka Verdugo         | Espagne     | Euskaltel-Euskadi           | + 3 min 29 s     |

### 5eétape

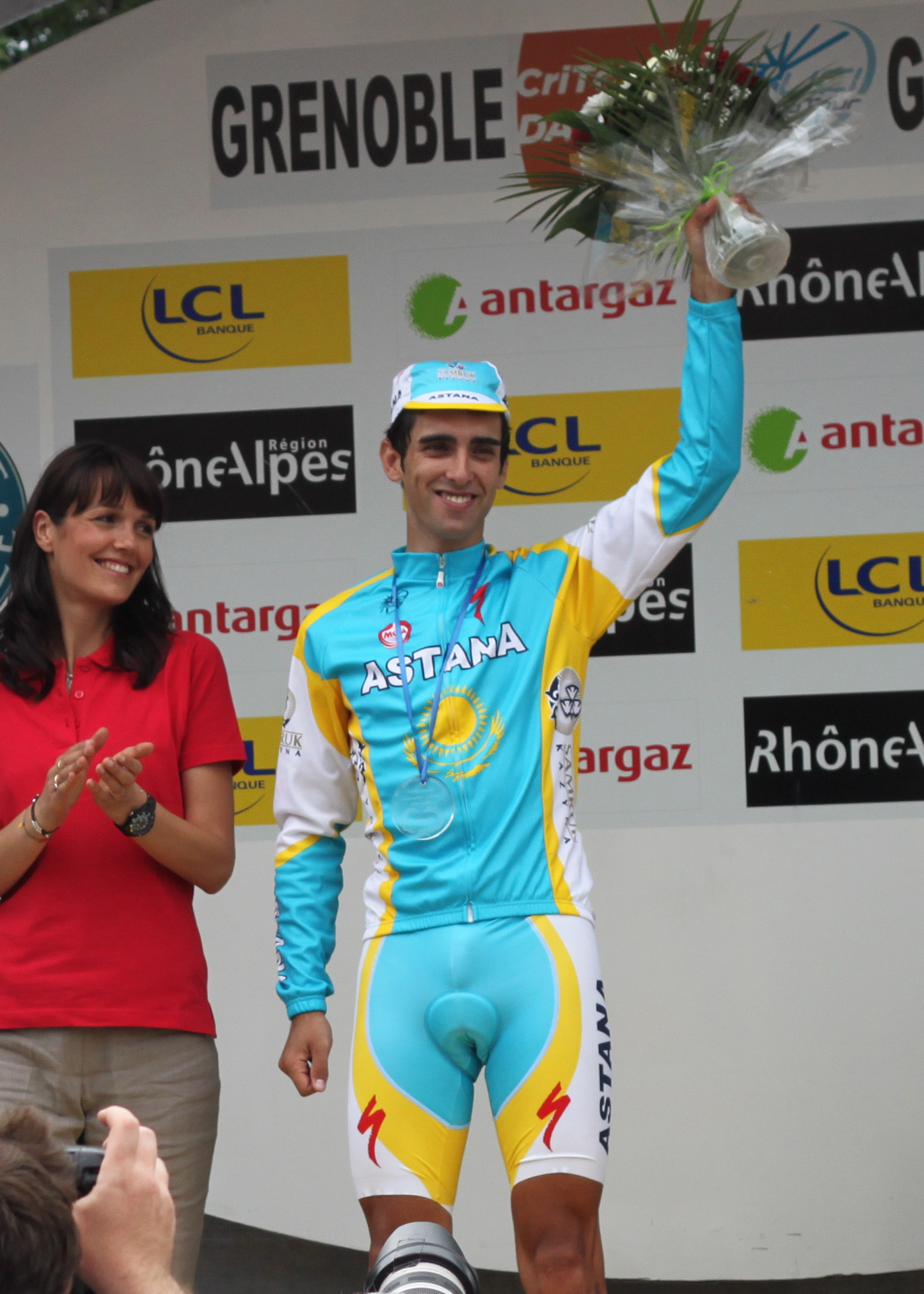
Navarro victorieux à Grenoble

Dès le départ, les coureurs doivent escalader le col du Lautaret (15,5 km à 4 %), classé en 2e catégorie. Après une très longue descente parsemée de sprints intermédiaires (kilomètres 60 et 92,5), les coureurs franchissent le Chamrousse (17,5 km à 7,5 %), classé en 1re catégorie, dont le sommet est au kilomètre 112.5 puis la descente qui va avec. L'arrivée est jugée à Grenoble, après 143,5 km de course depuis Serre Chevalier, à travers les Hautes-Alpes et l'Isère.
Dès le début de l'étape, 11 coureurs, dont Christophe Moreau (Caisse d'Épargne) et Geraint Thomas (Team Sky), attaquent mais ne passent qu'un km en tête. À mi-ascension, 18 coureurs s'échappent. Parmi eux, Eros Capecchi (Footon-Servetto), Luis Pasamontes (Caisse d'Épargne), Thibaut Pinot (La Française des jeux) et Dimitri Champion (AG2R La Mondiale) faussent compagnie au reste du groupe et passent dans cet ordre au sommet. Ils sont ensuite rejoints par Egoi Martínez (Euskaltel-Euskadi), puis, au km 49.5, Bram Tankink (Rabobank), le maillot à pois, et Grega Bole (Lampre-Farnese Vini). Les échappés atteignent le 1er sprint intermédiaire, où Bole prend la 1re place et 3 pts, avec 3 min 15 s d'avance sur le peloton, et parvient à creuser l'écart jusqu'à 5 min 15 s , au km 72.
Le Team RadioShack enclenche alors la poursuite. La situation va se détériorer pour les hommes de tête, qui n'ont plus que 2 min 20 s d'avance au moment d'entamer le Chamrousse. Dans la montée, le groupe de tête explose, Bram Tankink lâchant prise, puis à la suite de l'attaque d'Eros Capecchi, suivi par Egoi Martínez et Thibaut Pinot. Dans le peloton, on observe de nombreuses tentatives, mais seul Daniel Navarro (Astana) parvient prendre la poudre d'escampette. Il rejoint le trio de tête, avant de le déposer à 7 km du sommet.
Capecchi et Pinot, qui ont lâché entre-temps Martínez, tentent de revenir, mais l'écart oscille entre une trentaine et une cinquantaine de secondes. Daniel Navarro s'impose finalement à Grenoble, 34 s d’avance sur le Capecchi et Pinot et 3 min 04 s sur le peloton. Janez Brajkovič (Team RadioShack) conserve le maillot jaune et bleu de leader.
| \| Classement de l'étape \| Classement de l'étape \| Classement de l'étape \| Classement de l'étape \| Classement de l'étape \| \| Coureur \| Coureur \| Pays \| Équipe \| Temps \| \| --------------------- \| --------------------- \| --------------------- \| --------------------- \| --------------------- \| \| 1er \| Daniel Navarro \| Espagne \| Astana \| 3 h 26 min 16 s \| \| 2e \| Eros Capecchi \| Italie \| Footon-Servetto \| + 34 s \| \| 3e \| Thibaut Pinot \| France \| La Française des jeux \| + 34 s \| \| 4e \| Dimitri Champion \| France \| AG2R La Mondiale \| + 1 min 39 s \| \| 5e \| Egoi Martínez \| Espagne \| Euskaltel-Euskadi \| + 1 min 39 s \| \| 6e \| Christophe Moreau \| France \| Caisse d'Épargne \| + 1 min 39 s \| \| 7e \| Blel Kadri \| France \| AG2R La Mondiale \| + 2 min 40 s \| \| 8e \| Pierre Rolland \| France \| BBox Bouygues Telecom \| + 2 min 40 s \| \| 9e \| Luis Pasamontes \| Espagne \| Caisse d'Épargne \| + 2 min 40 s \| \| 10e \| Christophe Riblon \| France \| AG2R La Mondiale \| + 2 min 40 s \| |                   |         |                       |                 |
| |                   |         |                       |                 |
| |                   |         |                       |                 |
| Classement de l'étape |                   |         |                       |                 |
| Coureur | Coureur           | Pays    | Équipe                | Temps           |
| 1er | Daniel Navarro    | Espagne | Astana                | 3 h 26 min 16 s |
| 2e | Eros Capecchi     | Italie  | Footon-Servetto       | + 34 s          |
| 3e | Thibaut Pinot     | France  | La Française des jeux | + 34 s          |
| 4e | Dimitri Champion  | France  | AG2R La Mondiale      | + 1 min 39 s    |
| 5e | Egoi Martínez     | Espagne | Euskaltel-Euskadi     | + 1 min 39 s    |
| 6e | Christophe Moreau | France  | Caisse d'Épargne      | + 1 min 39 s    |
| 7e | Blel Kadri        | France  | AG2R La Mondiale      | + 2 min 40 s    |
| 8e | Pierre Rolland    | France  | BBox Bouygues Telecom | + 2 min 40 s    |
| 9e | Luis Pasamontes   | Espagne | Caisse d'Épargne      | + 2 min 40 s    |
| 10e | Christophe Riblon | France  | AG2R La Mondiale      | + 2 min 40 s    |

| \| Classement général \| Classement général \| Classement général \| Classement général \| Classement général \| \| Coureur \| Coureur \| Pays \| Équipe \| Temps \| \| ------------------ \| --------------------- \| ------------------ \| --------------------------- \| ------------------ \| \| 1er \| Janez Brajkovič \| Slovénie \| Team RadioShack \| 19 h 55 min 04 s \| \| 2e \| Tejay van Garderen \| États-Unis \| HTC-Columbia \| + 1 min 15 s \| \| 3e \| Alberto Contador \| Espagne \| Astana \| + 1 min 41 s \| \| 4e \| David Millar \| Royaume-Uni \| Garmin-Transitions \| + 1 min 56 s \| \| 5e \| Nicolas Vogondy \| France \| BBox Bouygues Telecom \| + 2 min 43 s \| \| 6e \| Denis Menchov \| Russie \| Rabobank \| + 2 min 55 s \| \| 7e \| Christophe Riblon \| France \| AG2R La Mondiale \| + 3 min 05 s \| \| 8e \| Jurgen Van den Broeck \| Belgique \| Omega Pharma-Lotto \| + 3 min 06 s \| \| 9e \| Christian Knees \| Allemagne \| Team Milram \| + 3 min 10 s \| \| 10e \| Rein Taaramäe \| Estonie \| Cofidis, le Crédit en Ligne \| + 3 min 28 s \| |                       |             |                             |                  |
| |                       |             |                             |                  |
| |                       |             |                             |                  |
| Classement général |                       |             |                             |                  |
| Coureur | Coureur               | Pays        | Équipe                      | Temps            |
| 1er | Janez Brajkovič       | Slovénie    | Team RadioShack             | 19 h 55 min 04 s |
| 2e | Tejay van Garderen    | États-Unis  | HTC-Columbia                | + 1 min 15 s     |
| 3e | Alberto Contador      | Espagne     | Astana                      | + 1 min 41 s     |
| 4e | David Millar          | Royaume-Uni | Garmin-Transitions          | + 1 min 56 s     |
| 5e | Nicolas Vogondy       | France      | BBox Bouygues Telecom       | + 2 min 43 s     |
| 6e | Denis Menchov         | Russie      | Rabobank                    | + 2 min 55 s     |
| 7e | Christophe Riblon     | France      | AG2R La Mondiale            | + 3 min 05 s     |
| 8e | Jurgen Van den Broeck | Belgique    | Omega Pharma-Lotto          | + 3 min 06 s     |
| 9e | Christian Knees       | Allemagne   | Team Milram                 | + 3 min 10 s     |
| 10e | Rein Taaramäe         | Estonie     | Cofidis, le Crédit en Ligne | + 3 min 28 s     |

### 6eétape
Cette 6e étape devrait être l'étape-reine de ce Critérium du Dauphiné 2010. Le début est plutôt vallonné, avec une ascension de 3e catégorie, la côte des Fontaines (2,5 km à 6,2 %), dont le sommet est au km 20,5 et une ascension de 2e catégorie, le col du Grand Cucheron (18,5 km de montée à 4,4 %), dont le sommet est au km 49,5. Après la descente, les coureurs ont un peu de répit avec une vingtaine de km de plat et la zone de ravitaillement (km 73,5). Ils attaquent ensuite le col du Glandon (19,5 km à 7,2 %), classé en Hors Catégorie, dont le sommet est au kilomètre 99. À noter qu'un sprint intermédiaire (km 88) est disputé lors de l'ascension. Après la descente, une petite vingtaine de kilomètres de plat et le 2e sprint intermédiaire (km 133), les coureurs se retrouvent au pied de la montée finale, l'Alpe-d'Huez (13,8 km à 7,9 %), classée en Hors Catégorie. L'arrivée est jugée à L'Alpe d'Huez, après 151,5 km de course depuis Crolles, à travers l'Isère et la Savoie.
L'échappée du se forme en plusieurs temps. Sa composition définitive apparait dans la descente du col du Grand Cucheron. Le groupe de tête est alors composé de 20 coureurs : Rubén Plaza (Caisse d'Épargne), Dmitriy Fofonov (Astana), Jürgen Roelandts (Omega Pharma-Lotto), Stefan Denifl, Óscar Pujol (Cervélo TestTeam), Danny Pate, Johan Vansummeren (Garmin-Transitions), Dimitri Champion, Maxime Bouet, David Le Lay (AG2R La Mondiale), Rémy Di Grégorio (La Française des jeux), Dario Cataldo, Branislau Samoilau (Quick Step), Julien El Fares, Amaël Moinard (Cofidis), Thomas Rohregger (Team Milram), Egoi Martínez (Euskaltel-Euskadi), Cyril Gautier, Laurent Lefèvre (BBox Bouygues Telecom) et Guillaume Levarlet (Saur-Sojasun). Leur avance au km 64 est de 2 min 50 s .
Les Team RadioShack et les Astana vont alors maintenir l'écart, qui oscille entre 2 et 3 min. Dans le col du Glandon, Pate, puis Lefèvre, Fofonov, Roelandts et Gautier sont lâchés et rejoints par le peloton. Dans la vallée d’Oisans, Cataldo et Plaza craquent également. Au 2e sprint intermédiaire, il reste donc 13 coureurs à l'avant, avec une avance de 1 min 10 s sur le peloton. Denifl, Pujol, Champion, Di Gregorio, El Fares et Levarlet faussent compagnie au reste du groupe. Mais, finalement, Pujol, le dernier rescapé de l'échappée matinale, est rejoint puis dépassé à 10 km de l'arrivée par un groupe de 9 coureurs, comprenant Janez Brajkovič (Team RadioShack), Alberto Contador, Jesús Hernández, Daniel Navarro, Paolo Tiralongo (Astana), Jurgen Van den Broeck (Omega Pharma-Lotto), Tejay van Garderen (Team HTC-Columbia), Sylwester Szmyd (Liquigas-Doimo) et Jérôme Coppel (Saur-Sojasun).
Alberto Contador attaque à 8,8 km de la ligne. Dans un 1er temps, seul Janez Brajkovič peut suivre. Mais, Sylwester Szmyd, Jérôme Coppel et Jurgen Van den Broeck parviennent à recoller. Contador accélère à de nombreuses reprises, mais à chaque fois, c'est le même scénario : Brajkovič suit, puis les 3 autres reviennent quelques hectomètres plus loin. Finalement, ces derniers craquent lors d'une ultime attaque de l'espagnol. Contador s'impose devant Brajkovič, qui conforte son maillot de leader et s'empare du maillot vert.
| \| Classement de l'étape \| Classement de l'étape \| Classement de l'étape \| Classement de l'étape \| Classement de l'étape \| \| Coureur \| Coureur \| Pays \| Équipe \| Temps \| \| --------------------- \| --------------------- \| --------------------- \| --------------------- \| --------------------- \| \| 1er \| Alberto Contador \| Espagne \| Astana \| 4 h 31 min 01 s \| \| 2e \| Janez Brajkovič \| Slovénie \| Team RadioShack \| + 0 s \| \| 3e \| Sylwester Szmyd \| Pologne \| Liquigas-Doimo \| + 17 s \| \| 4e \| Jérôme Coppel \| France \| Saur-Sojasun \| + 24 s \| \| 5e \| Jurgen Van den Broeck \| Belgique \| Omega Pharma-Lotto \| + 40 s \| \| 6e \| Christophe Moreau \| France \| Caisse d'Épargne \| + 1 min 17 s \| \| 7e \| Christophe Riblon \| France \| AG2R La Mondiale \| + 1 min 18 s \| \| 8e \| Samuel Sánchez \| Espagne \| Euskaltel-Euskadi \| + 1 min 18 s \| \| 9e \| Nicolas Vogondy \| France \| BBox Bouygues Telecom \| + 1 min 18 s \| \| 10e \| Christopher Horner \| États-Unis \| Team RadioShack \| + 1 min 26 s \| |                       |            |                       |                 |
| |                       |            |                       |                 |
| |                       |            |                       |                 |
| Classement de l'étape |                       |            |                       |                 |
| Coureur | Coureur               | Pays       | Équipe                | Temps           |
| 1er | Alberto Contador      | Espagne    | Astana                | 4 h 31 min 01 s |
| 2e | Janez Brajkovič       | Slovénie   | Team RadioShack       | + 0 s           |
| 3e | Sylwester Szmyd       | Pologne    | Liquigas-Doimo        | + 17 s          |
| 4e | Jérôme Coppel         | France     | Saur-Sojasun          | + 24 s          |
| 5e | Jurgen Van den Broeck | Belgique   | Omega Pharma-Lotto    | + 40 s          |
| 6e | Christophe Moreau     | France     | Caisse d'Épargne      | + 1 min 17 s    |
| 7e | Christophe Riblon     | France     | AG2R La Mondiale      | + 1 min 18 s    |
| 8e | Samuel Sánchez        | Espagne    | Euskaltel-Euskadi     | + 1 min 18 s    |
| 9e | Nicolas Vogondy       | France     | BBox Bouygues Telecom | + 1 min 18 s    |
| 10e | Christopher Horner    | États-Unis | Team RadioShack       | + 1 min 26 s    |

| \| Classement général \| Classement général \| Classement général \| Classement général \| Classement général \| \| Coureur \| Coureur \| Pays \| Équipe \| Temps \| \| ------------------ \| --------------------- \| ------------------ \| --------------------- \| ------------------ \| \| 1er \| Janez Brajkovič \| Slovénie \| Team RadioShack \| 24 h 26 min 05 s \| \| 2e \| Alberto Contador \| Espagne \| Astana \| + 1 min 41 s \| \| 3e \| Tejay van Garderen \| États-Unis \| HTC-Columbia \| + 2 min 41 s \| \| 4e \| Jurgen Van den Broeck \| Belgique \| Omega Pharma-Lotto \| + 3 min 46 s \| \| 5e \| Nicolas Vogondy \| France \| BBox Bouygues Telecom \| + 4 min 01 s \| \| 6e \| Jérôme Coppel \| France \| Saur-Sojasun \| + 4 min 17 s \| \| 7e \| Christophe Riblon \| France \| AG2R La Mondiale \| + 4 min 23 s \| \| 8e \| Pierre Rolland \| France \| BBox Bouygues Telecom \| + 5 min 54 s \| \| 9e \| Christopher Horner \| États-Unis \| Team RadioShack \| + 6 min 10 s \| \| 10e \| Sylwester Szmyd \| Pologne \| Liquigas-Doimo \| + 6 min 33 s \| |                       |            |                       |                  |
| |                       |            |                       |                  |
| |                       |            |                       |                  |
| Classement général |                       |            |                       |                  |
| Coureur | Coureur               | Pays       | Équipe                | Temps            |
| 1er | Janez Brajkovič       | Slovénie   | Team RadioShack       | 24 h 26 min 05 s |
| 2e | Alberto Contador      | Espagne    | Astana                | + 1 min 41 s     |
| 3e | Tejay van Garderen    | États-Unis | HTC-Columbia          | + 2 min 41 s     |
| 4e | Jurgen Van den Broeck | Belgique   | Omega Pharma-Lotto    | + 3 min 46 s     |
| 5e | Nicolas Vogondy       | France     | BBox Bouygues Telecom | + 4 min 01 s     |
| 6e | Jérôme Coppel         | France     | Saur-Sojasun          | + 4 min 17 s     |
| 7e | Christophe Riblon     | France     | AG2R La Mondiale      | + 4 min 23 s     |
| 8e | Pierre Rolland        | France     | BBox Bouygues Telecom | + 5 min 54 s     |
| 9e | Christopher Horner    | États-Unis | Team RadioShack       | + 6 min 10 s     |
| 10e | Sylwester Szmyd       | Pologne    | Liquigas-Doimo        | + 6 min 33 s     |

### 7eétape
Cette 7e et dernière étape peut se décomposer en deux parties. La 1re va de Allevard-les-Bains à Sallanches en passant par la Côte des Rafforts (11,2 km à 5,2 %), classée en 2e catégorie, dont le sommet est au km 62 et un sprint intermédiaire au km 74,5. La 2e est un circuit autour de Sallanches de 11,3 km à parcourir 5 fois comprenant une ascension de 3e catégorie, la côte de Domancy (2,4 km à 9,2 %). À noter qu'un 2e sprint intermédiaire est disputé lors du 2e passage sur la ligne d'arrivée. L'arrivée est jugée à Sallanches, après 150 km de course depuis Allevard-les-Bains, à travers l'Isère, la Savoie et la Haute-Savoie.
Dès le départ de l'étape, Samuël Dumoulin (Cofidis) attaque. Il est rejoint au km 2 par Maarten Tjallingii (Rabobank), Christophe Brandt (Omega Pharma-Lotto), Christian Meier (Garmin-Transitions), Kevin De Weert (Quick Step), Stéphane Augé (Cofidis), Dominik Roels (Team Milram) et Alan Pérez (Euskaltel-Euskadi). Ils parviennent à prendre 3 min 40 s d'avance au km 19, mais les Team Sky, les Liquigas-Doimo et les Team Katusha, qui veulent visiblement faire partie de l'échapée, prennent les commandes du peloton et réduisent l'écart. Dans la Côte des Rafforts, Tjallingii, De Weert et Pérez sont les seuls à ne pas être repris par le peloton. Ils sont rejoints dans la montée par Mathieu Perget (Caisse d'Épargne), Egor Silin (Team Katusha), Ivan Santaromita (Liquigas-Doimo), Christophe Le Mével (La Française des jeux), Dario Cataldo (Quick Step), Edvald Boasson Hagen (Team Sky), Sébastien Minard, Rémi Pauriol (Cofidis), Laurent Lefèvre (BBox Bouygues Telecom) et Arkaitz Durán (Footon-Servetto). 13 coureurs composent donc le groupe de tête au sommet. Dans la descente, Mario Aerts (Omega Pharma-Lotto), David Millar (Garmin-Transitions), Christian Knees (Team Milram) et Iñaki Isasi (Euskaltel-Euskadi) se joignent également à l'aventure.
Les hommes de tête atteignent le 1er passage sur la ligne d'arrivée avec 2 minutes d'avance sur le peloton. Dans la deuxième ascension de la côte de Domancy, Millar attaque, mais Boasson Hagen réplique immédiatement. Il ne reste alors que 12 coureurs dans l'échappée. À la suite d'une chute de Rémi Pariol dans la descente du 3e tour, le groupe de tête n'est plus composé que d'Egor Silin, Ivan Santaromita, Christophe Le Mével, Edvald Boasson Hagen et Arkaitz Durán.
Mais, avant de pouvoir s'expliquer pour la victoire d'étape, les 5 hommes de tête doivent éviter le retour du peloton, qui n'a plus que 45 s de retard au moment d'aborder le dernier tour. Edvald Boasson Hagen attaque dès le début de la dernière montée, et distance très rapidement ses compagnons d'échapée. Le norvégien franchit la ligne en vainqueur avec 27 s d'avance sur Arkaitz Durán, 32 s sur Egor Silin, 34 s sur Christophe Le Mével et 40 s sur le peloton. Janez Brajkovič (Team RadioShack) remporte donc ce Critérium du Dauphiné et sa 1re grande course par étapes.
| \| Classement de l'étape \| Classement de l'étape \| Classement de l'étape \| Classement de l'étape \| Classement de l'étape \| \| Coureur \| Coureur \| Pays \| Équipe \| Temps \| \| --------------------- \| --------------------- \| --------------------- \| --------------------- \| --------------------- \| \| 1er \| Edvald Boasson Hagen \| Norvège \| Team Sky \| 3 h 39 min 43 s \| \| 2e \| Arkaitz Durán \| Espagne \| Footon-Servetto \| + 27 s \| \| 3e \| Egor Silin \| Russie \| Katusha \| + 32 s \| \| 4e \| Christophe Le Mével \| France \| La Française des jeux \| + 34 s \| \| 5e \| Tejay van Garderen \| États-Unis \| HTC-Columbia \| + 40 s \| \| 6e \| Alberto Contador \| Espagne \| Astana \| + 40 s \| \| 7e \| Christophe Riblon \| France \| AG2R La Mondiale \| + 40 s \| \| 8e \| Jurgen Van den Broeck \| Belgique \| Omega Pharma-Lotto \| + 40 s \| \| 9e \| Jérôme Coppel \| France \| Saur-Sojasun \| + 40 s \| \| 10e \| Janez Brajkovič \| Slovénie \| Team RadioShack \| + 40 s \| |                       |            |                       |                 |
| |                       |            |                       |                 |
| |                       |            |                       |                 |
| Classement de l'étape |                       |            |                       |                 |
| Coureur | Coureur               | Pays       | Équipe                | Temps           |
| 1er | Edvald Boasson Hagen  | Norvège    | Team Sky              | 3 h 39 min 43 s |
| 2e | Arkaitz Durán         | Espagne    | Footon-Servetto       | + 27 s          |
| 3e | Egor Silin            | Russie     | Katusha               | + 32 s          |
| 4e | Christophe Le Mével   | France     | La Française des jeux | + 34 s          |
| 5e | Tejay van Garderen    | États-Unis | HTC-Columbia          | + 40 s          |
| 6e | Alberto Contador      | Espagne    | Astana                | + 40 s          |
| 7e | Christophe Riblon     | France     | AG2R La Mondiale      | + 40 s          |
| 8e | Jurgen Van den Broeck | Belgique   | Omega Pharma-Lotto    | + 40 s          |
| 9e | Jérôme Coppel         | France     | Saur-Sojasun          | + 40 s          |
| 10e | Janez Brajkovič       | Slovénie   | Team RadioShack       | + 40 s          |

## Classements finals

### Classement général
| \| Classement général \| Classement général \| Classement général \| Classement général \| Classement général \| \| Coureur \| Coureur \| Pays \| Équipe \| Temps \| \| ------------------ \| --------------------- \| ------------------ \| --------------------- \| ------------------ \| \| 1er \| Janez Brajkovič \| Slovénie \| Team RadioShack \| 28 h 26 min 28 s \| \| 2e \| Alberto Contador \| Espagne \| Astana \| + 1 min 41 s \| \| 3e \| Tejay van Garderen \| États-Unis \| HTC-Columbia \| + 2 min 41 s \| \| 4e \| Jurgen Van den Broeck \| Belgique \| Omega Pharma-Lotto \| + 3 min 46 s \| \| 5e \| Jérôme Coppel \| France \| Saur-Sojasun \| + 4 min 17 s \| \| 6e \| Nicolas Vogondy \| France \| BBox Bouygues Telecom \| + 4 min 23 s \| \| 7e \| Christophe Riblon \| France \| AG2R La Mondiale \| + 4 min 23 s \| \| 8e \| Pierre Rolland \| France \| BBox Bouygues Telecom \| + 6 min 16 s \| \| 9e \| Christopher Horner \| États-Unis \| Team RadioShack \| + 6 min 20 s \| \| 10e \| Sylwester Szmyd \| Pologne \| Liquigas-Doimo \| + 6 min 57 s \| |                       |            |                       |                  |
| |                       |            |                       |                  |
| |                       |            |                       |                  |
| Classement général |                       |            |                       |                  |
| Coureur | Coureur               | Pays       | Équipe                | Temps            |
| 1er | Janez Brajkovič       | Slovénie   | Team RadioShack       | 28 h 26 min 28 s |
| 2e | Alberto Contador      | Espagne    | Astana                | + 1 min 41 s     |
| 3e | Tejay van Garderen    | États-Unis | HTC-Columbia          | + 2 min 41 s     |
| 4e | Jurgen Van den Broeck | Belgique   | Omega Pharma-Lotto    | + 3 min 46 s     |
| 5e | Jérôme Coppel         | France     | Saur-Sojasun          | + 4 min 17 s     |
| 6e | Nicolas Vogondy       | France     | BBox Bouygues Telecom | + 4 min 23 s     |
| 7e | Christophe Riblon     | France     | AG2R La Mondiale      | + 4 min 23 s     |
| 8e | Pierre Rolland        | France     | BBox Bouygues Telecom | + 6 min 16 s     |
| 9e | Christopher Horner    | États-Unis | Team RadioShack       | + 6 min 20 s     |
| 10e | Sylwester Szmyd       | Pologne    | Liquigas-Doimo        | + 6 min 57 s     |

### Classements annexes

#### Classement par points
|   | Cycliste           | Équipe            | Points |
| - | ------------------ | ----------------- | ------ |
| 1 | Alberto Contador   | Astana            | 98     |
| 2 | Janez Brajkovič    | Team RadioShack   | 98     |
| 3 | Tejay van Garderen | Team HTC-Columbia | 72     |

#### Classement du meilleur grimpeur
|   | Cycliste         | Équipe            | Points |
| - | ---------------- | ----------------- | ------ |
| 1 | Egoi Martínez    | Euskaltel-Euskadi | 55     |
| 2 | Janez Brajkovič  | Team RadioShack   | 33     |
| 3 | Alberto Contador | Astana            | 32     |

#### Classement par équipes
|   | Équipe            | Pays       | Temps               |
| - | ----------------- | ---------- | ------------------- |
| 1 | Euskaltel-Euskadi | Espagne    | en 84 h 39 min 25 s |
| 2 | Astana            | Kazakhstan | + 4 min 03 s        |
| 3 | AG2R La Mondiale  | France     | + 4 min 45 s        |

## Points UCI
| #  | Coureur               | Équipe                | Pts |
| -- | --------------------- | --------------------- | --- |
| 1  | Janez Brajkovič       | Team RadioShack       | 114 |
| 2  | Alberto Contador      | Astana                | 93  |
| 3  | Tejay van Garderen    | Team HTC-Columbia     | 76  |
| 4  | Jurgen Van den Broeck | Omega Pharma-Lotto    | 61  |
| 5  | Jérôme Coppel         | Saur-Sojasun          | 51  |
| 6  | Nicolas Vogondy       | BBox Bouygues Telecom | 46  |
| 7  | Christophe Riblon     | AG2R La Mondiale      | 31  |
| 8  | Pierre Rolland        | BBox Bouygues Telecom | 20  |
| 9  | Christopher Horner    | Team RadioShack       | 10  |
| 10 | Edvald Boasson Hagen  | Team Sky              | 8   |
| 10 | Grega Bole            | Lampre-Farnese Vini   | 8   |
| 12 | Juan José Haedo       | Team Saxo Bank        | 6   |
| 12 | Sylwester Szmyd       | Liquigas-Doimo        | 6   |
| 12 | Daniel Navarro        | Astana                | 6   |
| 15 | Peter Velits          | Team HTC-Columbia     | 4   |
| 15 | Romain Sicard         | Euskaltel-Euskadi     | 4   |
| 15 | Arkaitz Durán         | Footon-Servetto       | 4   |
| 15 | Eros Capecchi         | Footon-Servetto       | 4   |
| 15 | David Millar          | Garmin-Transitions    | 4   |
| 15 | Martin Reimer         | Cervélo TestTeam      | 4   |
| 21 | Geraint Thomas        | Team Sky              | 3   |
| 22 | Thibaut Pinot         | La Française des jeux | 2   |
| 22 | Egor Silin            | Team Katusha          | 2   |
| 24 | Rein Taaramäe         | Cofidis               | 1   |
| 24 | Denis Menchov         | Rabobank              | 1   |
| 24 | Dario Cataldo         | Quick Step            | 1   |
| 24 | Christophe Le Mével   | La Française des jeux | 1   |
| 24 | Egoi Martínez         | Euskaltel-Euskadi     | 1   |
| 24 | Dimitri Champion      | AG2R La Mondiale      | 1   |
| 24 | Steve Chainel         | BBox Bouygues Telecom | 1   |
| 24 | Sébastien Chavanel    | BBox Bouygues Telecom | 1   |
| 24 | Roger Kluge           | Team Milram           | 1   |

## Évolution des classements
| Étape            | Vainqueur            | Classement général | Classement par points | Classement de la montagne | Classement par équipes |
| ---------------- | -------------------- | ------------------ | --------------------- | ------------------------- | ---------------------- |
| P                | Alberto Contador     | Alberto Contador   | Alberto Contador      | Alberto Contador          | Team HTC-Columbia      |
| 1                | Grega Bole           | Alberto Contador   | Geraint Thomas        | Matthieu Ladagnous        | Quick Step             |
| 2                | Juan José Haedo      | Alberto Contador   | Grega Bole            | Bram Tankink              | Quick Step             |
| 3                | Janez Brajkovič      | Janez Brajkovič    | Geraint Thomas        | Bram Tankink              | Team HTC-Columbia      |
| 4                | Nicolas Vogondy      | Janez Brajkovič    | Janez Brajkovič       | Bram Tankink              | Team Katusha           |
| 5                | Daniel Navarro       | Janez Brajkovič    | Geraint Thomas        | Eros Capecchi             | Astana                 |
| 6                | Alberto Contador     | Janez Brajkovič    | Janez Brajkovič       | Egoi Martínez             | Euskaltel-Euskadi      |
| 7                | Edvald Boasson Hagen | Janez Brajkovič    | Alberto Contador      | Egoi Martínez             | Euskaltel-Euskadi      |
| Classement final | Classement final     | Janez Brajkovič    | Alberto Contador      | Egoi Martínez             | Euskaltel-Euskadi      |